# Olga Anissimova
Pour les articles homonymes, voir Anissimov.
Olga Viktorovna Anissimova - russe : Ольга Викторовна Анисимова et en anglais : Olga Anisimova -  née le 29 janvier 1972 à Balakovo, est une biathlète russe. 

## Carrière
Elle fait sa première apparition en Coupe du monde en 1993 à Bad Gastein. La Russe réalise sa meilleure performance en décrochant une dixième place à Östersund en 1995. Cependant, elle disparaît du circuit international de Coupe du monde entre 1995 et 2005 (elle fait néanmoins une apparition en relais en 2002). Évoluant dans le circuit continental européen entre 2002 et 2006, elle remporte plusieurs victoires et monte sur de nombreux podiums avant de faire son retour en Coupe du monde fin 2005. Régulièrement dans les points depuis, elle dispute également quelques courses au sein du relais féminin russe avec lequel elle remporte son premier podium en décembre 2006 à Hochfilzen. Anisimova décroche son premier et seul podium individuel le 6 janvier 2008 lors d'une mass start organisée à Oberhof en terminant seconde derrière l'Allemande Magdalena Neuner.

## Palmarès

### Coupe du monde
- Meilleur classement général : 21e en 2007.
- 1 podium individuel : 1 deuxième place.
- 5 podiums en relais : 2 victoires, 1 deuxième place et 2 troisièmes places.

#### Classements annuels
| Année | Classement général final |
| 1996  | 53e                      |
| 2006  | 46e                      |
| 2007  | 21e                      |
| 2008  | 29e                      |
| 2009  | 68e                      |

### Championnats d'Europe
- Médaille d'or du relais en 2004.
- Médaille d'argent du sprint en 2006.
- Médaille d'argent de la poursuite en 2006.